# Championnat d'Uruguay de football 1968
Navigation
Édition précédente Édition suivante
La 66e édition du championnat d'Uruguay de football est remportée par le Club Atlético Peñarol. C’est le trente et unième titre de champion du club, le deuxième consécutif. Le Peñarol l’emporte avec six points d’avance sur le Club Nacional de Football et termine la compétition invaincu. Club Atlético Cerro complète le podium.
La Fédération d'Uruguay de football ayant décidé d’augmenter le nombre de clubs en première division, aucun club n’est relégué au terme de la saison 1968. Le Club Atlético Bella Vista, champion de deuxième division, retrouve l’élite uruguayenne après de nombreuses années d’absence.
Tous les clubs participant au championnat sont basés dans l’agglomération de Montevideo.
Quatre joueurs terminent ex æquo à la première place du classement des meilleurs buteurs du championnat avec 8 buts inscrits en 18 matchs Alberto Spencer et Pedro Rocha du Peñarol et Rubén García et Rubén Bareño du Cerro.

## Les clubs de l'édition 1968
| \| Montevideo: · Club Atlético Cerro · Danubio Fútbol Club · Nacional · Peñarol · Club Atlético Progreso · Rampla Juniors · Racing Club · Sud América · Defensor · Liverpool · River Plate Montevideo \| Localisation des clubs engagés dans le championnat. |
| Montevideo: · Club Atlético Cerro · Danubio Fútbol Club · Nacional · Peñarol · Club Atlético Progreso · Rampla Juniors · Racing Club · Sud América · Defensor · Liverpool · River Plate Montevideo                                                           |

| Club                             | Stade                       | Capacité | Ville      |
| -------------------------------- | --------------------------- | -------- | ---------- |
| Club Atlético Cerro              | Estadio Luis Tróccoli       | -        | Montevideo |
| Danubio Fútbol Club              | Jardines Del Hipódromo      | -        | Montevideo |
| Defensor Sporting Club           | Estadio Luis Franzini       | -        | Montevideo |
| Institución Atlética Sud América | -                           | -        | Montevideo |
| Liverpool Fútbol Club            | -                           | -        | Montevideo |
| Club Nacional de Football        | Estadio Gran Parque Central | -        | Montevideo |
| Club Atlético Peñarol            | Estadio Centenario          | -        | Montevideo |
| Racing Club de Montevideo        | Parque Osvaldo Roberto      | -        | Montevideo |
| Rampla Juniors Fútbol Club       | Estadio Olímpico            | -        | Montevideo |
| Club Atlético River Plate        | -                           | -        | Montevideo |

## Compétition

### Classement
Le classement est établi sur le barème de points suivant : victoire à 2 points, match nul à 1, défaite à 0.
| Rang | Équipe                           | Pts | J  | G  | N | P  | Bp | Bc | Diff |
| ---- | -------------------------------- | --- | -- | -- | - | -- | -- | -- | ---- |
| 1    | 'Club Atlético Peñarol T'        | 33  | 18 | 15 | 3 | 0  | 29 | 5  | +24  |
| 2    | Club Nacional de Football        | 27  | 18 | 11 | 5 | 2  | 29 | 7  | +22  |
| 3    | Club Atlético Cerro              | 21  | 18 | 9  | 3 | 6  | 25 | 14 | +11  |
| 4    | Defensor Sporting Club           | 18  | 18 | 5  | 8 | 5  | 15 | 15 | 0    |
| 5    | Rampla Juniors Fútbol Club       | 17  | 18 | 6  | 5 | 7  | 16 | 20 | -4   |
| 6    | Institución Atlética Sud América | 16  | 18 | 6  | 4 | 8  | 19 | 24 | -5   |
| 7    | Club Atlético River Plate P      | 15  | 18 | 4  | 7 | 7  | 18 | 25 | -7   |
| 8    | Liverpool Fútbol Club            | 14  | 18 | 5  | 4 | 9  | 15 | 22 | -7   |
| 9    | Racing Club de Montevideo        | 10  | 18 | 3  | 4 | 11 | 11 | 24 | -13  |
| 10   | Danubio Fútbol Club              | 9   | 18 | 2  | 5 | 11 | 8  | 29 | -21  |

| Légende : Qualifications et relégations | Légende : Qualifications et relégations                            |
| --------------------------------------- | ------------------------------------------------------------------ |
|                                         | Champion d'Uruguay et qualification pour la Copa Libertadores 1969 |
|                                         | Vice-champion et qualification pour la Copa Libertadores 1969      |
|                                         | Relégué en deuxième division                                       |
|                                         | T : Tenant du titre P : Promus                                     |

## Bilan de la saison
| Championnat d'Uruguay de football 1968 |                                   |
| Champion                               | Club Atlético Peñarol (31e titre) |
| Qualifications continentales           |                                   |
| Copa Libertadores 1969                 | Club Atlético Peñarol             |
| Copa Libertadores 1969                 | Club Nacional de Football         |
| Promotions et relégations              |                                   |
| Promus en Primera División             | Club Atlético Bella Vista         |
| Relégués en Intermedia                 | Aucun                             |

## Statistiques

### Meilleur buteur
- Alberto Spencer  (Peñarol)
- Pedro Rocha (Peñarol)
- Rubén García (Cerro)
- Rubén Bareño (Cerro)  (tous 8 buts)